# Championnat de France des rallyes 2012
Navigation
Édition précédente Édition suivante
Cette année 2012, le championnat de France des rallyes accueille une nouvelle manche, le rallye des Vins-Mâcon, en remplacement du Rallye de France – Grand National qui disparaît car il restait dans l'ombre de la manche française du championnat du monde. À part cela, aucune autre modification du calendrier, c'est toujours le Rallye du Touquet qui ouvre le championnat et c'est le rallye du Var qui le clôture. 
C'est Jean-Marie Cuoq qui a été titré champion de France 2012 chez les pilotes et Marielle Grandemange chez les copilotes. Le team Saintéloc Racing - Mister Auto remporte de championnat pour la deuxième année consécutive. 

## Réglementation du championnat
Voici quelques points principaux de la réglementation :
- Barème des points :

Les points sont attribués au scratch et à la classe selon le système suivant :
| Place   | 1er | 2e | 3e | 4e | 5e | 6e | 7e | 8e |
| ------- | --- | -- | -- | -- | -- | -- | -- | -- |
| Général | 10  | 8  | 6  | 5  | 4  | 3  | 2  | 1  |
| Classe  | 10  | 8  | 6  | 5  | 4  | 3  | 2  | 1  |

Seuls les six meilleurs résultats sont retenus.
- Véhicules admis :

Autos conformes à la réglementation technique en cours des groupes A/FA (y compris les WRC, S2000 et S1600),R, N/FN,GT+, F/F2000 et GT de série. Le groupe Z et les Kit-cars sont admises mais ne peuvent marquer de points. Les WRC 1600 Turbo sont intégrés dans la classe A8W qui réunira alors toutes les générations de WRC.
- Système de coefficients :

Cette année, le championnat innove en donnant des coefficients aux rallyes du championnat (1 ou 2). Du fait de son entrée dans le championnat, le Rallye des Vins-Mâcon a été doté d'un coefficient 1 tout comme les rallyes du Lyon-Charbonnières et du Limousin. Tous les autres rallyes, c'est-à-dire le Rallye du Touquet, le Rallye du Rouergue, le Rallye du Mont-Blanc, le Critérium des Cévennes et le Rallye du Var ont été dotés d'un coefficient 2. Les points sont attribués selon la place au classement des inscrits au championnat et qui est donc multipliée par le coefficient du rallye.
- Ordre de départ :

L'ordre des départs ayant fait débats, cette année, ce seront les pilotes inscrits au championnat, au Trophée Michelin et au coupe de marque qui s'élanceront en premier. Les autres concurrents s'élanceront ensuite.
- Transparence :

Si un pilote s'inscrit sur les deux dernières manches, à savoir le Critérium des Cévennes et le Rallye du Var, seront transparents afin d'éviter toutes interférence dans le championnat.[pas clair]

## Rallyes de la saison 2012

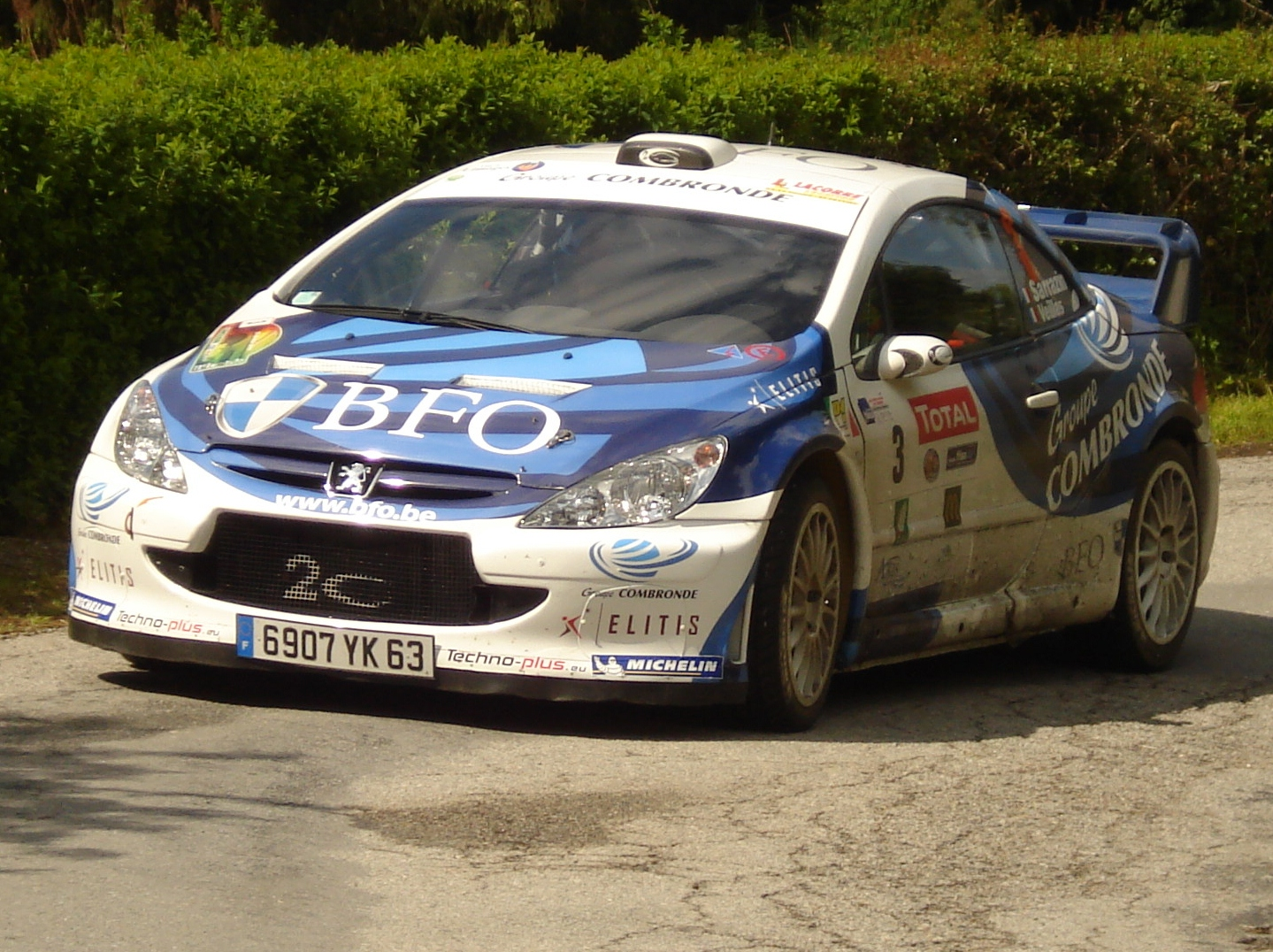
Stéphane Sarrazin au Rallye du Limousin

| Manche | Dates                   | Rallye                    | Vainqueur         | Copilote             | Voiture            |
| ------ | ----------------------- | ------------------------- | ----------------- | -------------------- | ------------------ |
| 1      | 15 mars-17 mars         | Rallye du Touquet         | Éric Brunson      | David Heulin         | Subaru Impreza WRC |
| 2      | 12 avril-14 avril       | Rallye Lyon-Charbonnières | Dany Snobeck      | Gilles Mondésir      | Citroën C4 WRC     |
| 3      | 18 mai-19 mai           | Rallye du Limousin        | Stéphane Sarrazin | Benjamin Veillas     | Peugeot 307 WRC    |
| 4      | 14 juin-16 juin         | Rallye des Vins-Mâcon     | Dany Snobeck      | Gilles Mondésir      | Citroën C4 WRC     |
| 5      | 6 juillet-8 juillet     | Rallye du Rouergue        | Jean-Marie Cuoq   | Marielle Grandemange | Ford Focus WRC     |
| 6      | 6 septembre-8 septembre | Rallye du Mont-Blanc      | Stéphane Sarrazin | Benjamin Veillas     | Peugeot 307 WRC    |
| 7      | 25 octobre-27 octobre   | Critérium des Cévennes    | Jean-Marie Cuoq   | Marielle Grandemange | Ford Focus WRC     |
| 8      | 23 novembre-25 novembre | Rallye du Var             | Cédric Robert     | Mathieu Duval        | Peugeot 207 S2000  |

## Classement du championnat

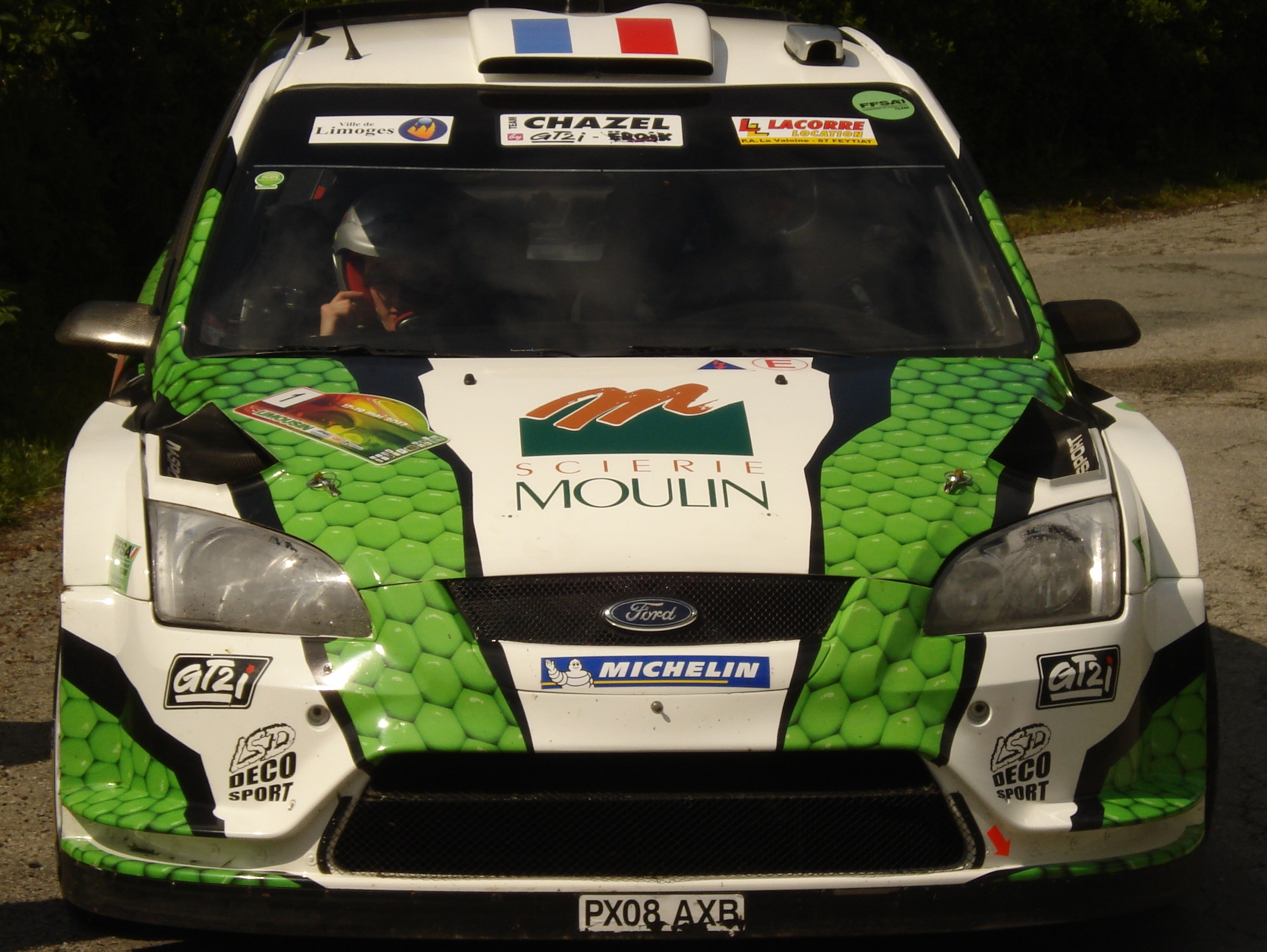
Jean-Marie Cuoq champion 2012

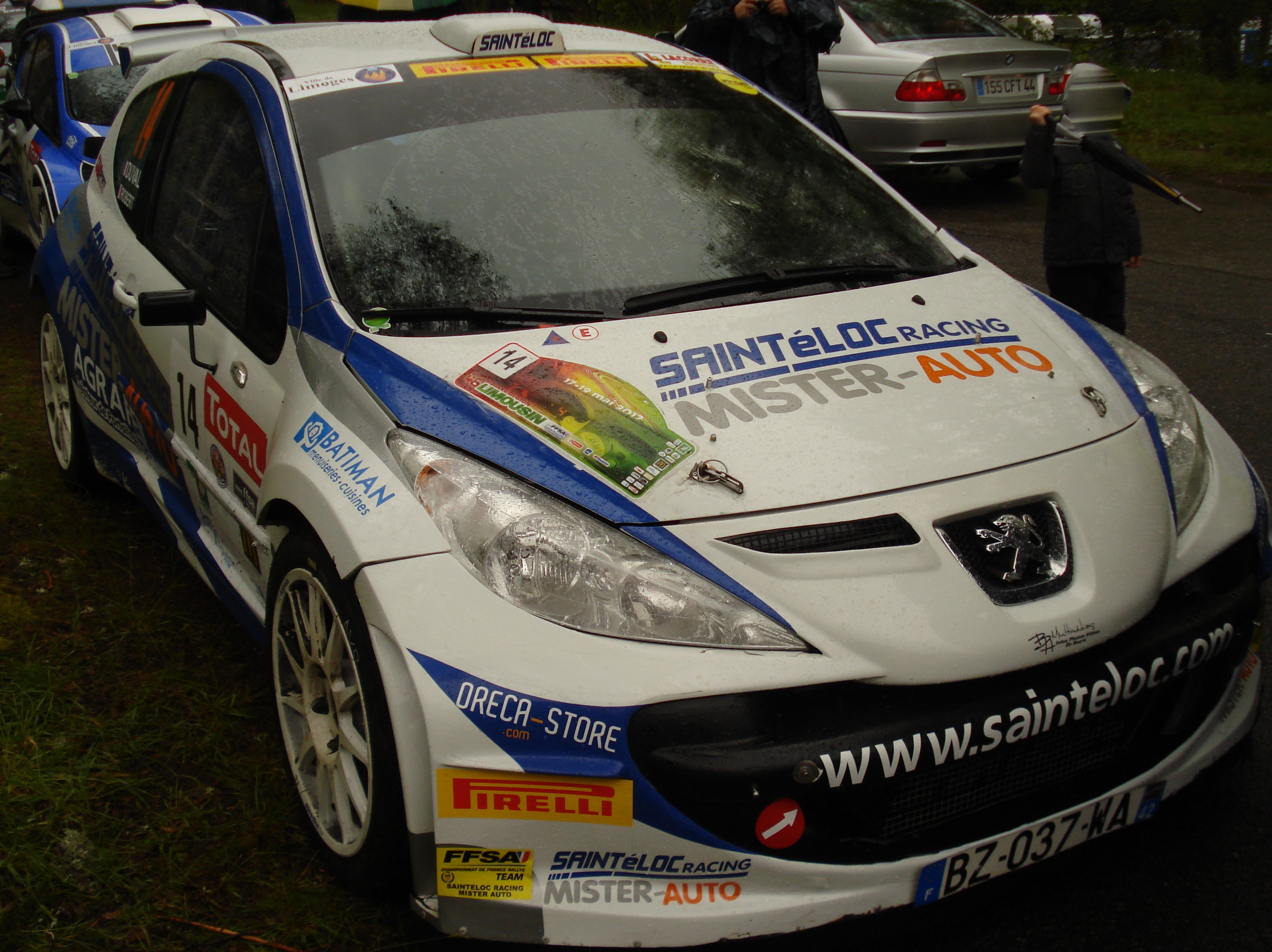
Cédric Robert vice-champion 2012

| Place | Pilote            | Voiture                              | 1   | 2   | 3   | 4   | 5   | 6   | 7   | 8   | Points |
| ----- | ----------------- | ------------------------------------ | --- | --- | --- | --- | --- | --- | --- | --- | ------ |
| 1er   | Jean-Marie Cuoq   | Ford Focus WRC                       | 2e  | 2e  | 2e  | 2e  | 1er | 2e  | 1er | -   | 176    |
| 2e    | Cédric Robert     | Peugeot 207 S2000 et Citroën DS3 R3  | 6e  | 9e  | 4e  | 8e  | 4e  | Ab  | 9e  | 1er | 136    |
| 3e    | Julien Maurin     | Ford Fiesta WRC                      | Ab  | 7e  | 5e  | 3e  | Ab  | 3e  | 2e  | 4e  | 117    |
| 4e    | Gilles Nantet     | Porsche 997 Cup                      | Ab  | Ab  | 9e  | 5e  | 7e  | 4e  | Ab  | 7e  | 100    |
| 5e    | Éric Mauffrey     | Renault Clio R3 et Nissan 370Z       | 17e | 25e | 18e | 16e | 14e | 17e | 8e  | 16e | 100    |
| 6e    | Freddy Loix       | Peugeot 307 WRC et Peugeot 207 S2000 | 5e  | 6e  | 6e  | Ab  | 5e  | 6e  | Ab  | Ab  | 98     |
| 7e    | Mathieu Arzeno    | Citroën DS3 R3                       | 10e | 20e | 10e | 14e | 11e | 27e | Ab  | 8e  | 96     |
| 8e    | Stephane Sarrazin | Peugeot 307 WRC                      | -   | 14e | 1er | -   | 2e  | 1er | -   | -   | 93     |
| 9e    | Anthony Cosson    | Porsche 997 GT3                      | 7e  | 17e | Ab  | 24e | 13e | 9e  | 10e | 25e | 88     |
| 10e   | Jérémy Beaux      | Citroën DS3 R3                       | 62e | Ab  | 53e | 64e | 37e | 69e | 13e | Ab  | 86     |

### Autres championnats/coupes sur asphalte
- Trophée Michelin :
  - 1er Gilles Nantet
  - 2e  Anthony Cosson
  - 3e  Patrick Rouillard

- Championnat de France Team :
  - 1er Saintéloc Racing - Mister Auto
  - 2e Chazel by GT2I - Eroik Drink
  - 3e 2HP Competition veloperfo.com

- Championnat de France des Rallyes-Copilotes :
  - 1erMarielle GRANDEMANGE
  - 2e  Mathieu DUVAL
  - 3e  Lara VANNESTE

- Championnat de France Junior :
  - 1er Jérémie SERIEYS - Justine QUILLET
  - 2e  Charles MARTIN
  - 3e  Damien DEFERT

- Trophée Twingo R1 :
  - 1er Charles MARTIN
  - 2e  Jérémie SERIEYS
  - 3e  Florian BERNARDI

- Trophée Twingo R2 :
  - 1er Romain SALINAS
  - 2e  Laurent CLUTIER
  - 3e  Georges GONON

- Volant Peugeot 207 : 
  - 1er Jérémi ANCIAN
  - 2e  Stéphane LEFEBVRE
  - 3e  Rémi JOUINES